# Lit (mobilier)
Pour les articles homonymes, voir Lit.
 (mai 2015).
Si vous disposez d'ouvrages ou d'articles de référence ou si vous connaissez des sites web de qualité traitant du thème abordé ici, merci de compléter l'article en donnant les références utiles à sa vérifiabilité et en les liant à la section « Notes et références ».

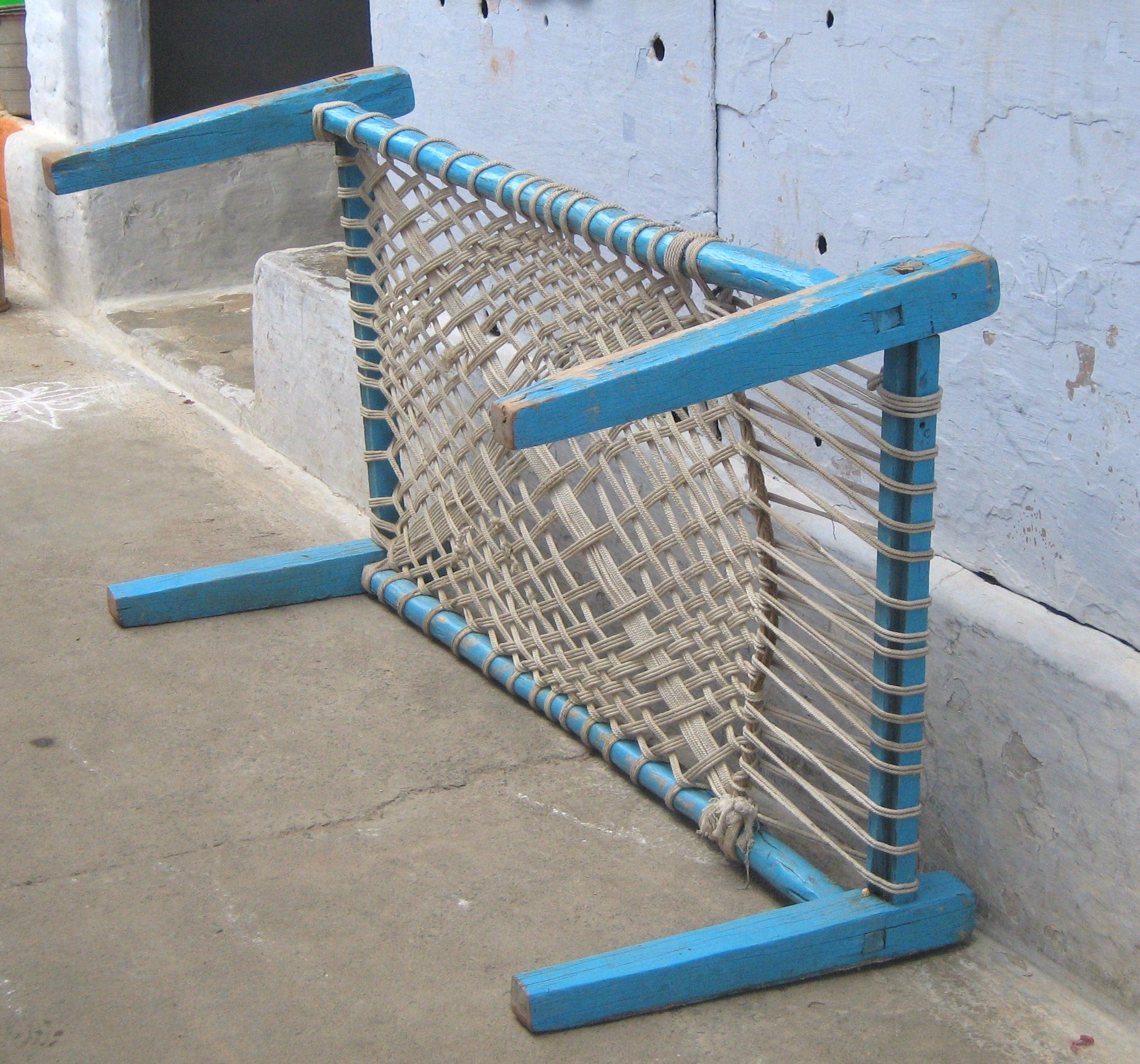
Charpay, lit commun de l'Asie du Sud.

Un lit est un meuble utilisé principalement pour dormir, et donc généralement placé dans une chambre dont il est le meuble caractéristique.

## Description
Les lits ont connu des formes et des tailles différentes. Les premiers sont constitués d'un empilement de paille. Ils sont par la suite surélevés pour éviter la poussière, le froid, et les rats, vecteurs de maladies comme la peste. La monture du lit peut être faite de bois ou de métal. Celle-ci encadre un sommier fait de lattes de bois ou de métal et pouvant être muni de ressorts.

## Lits et couchage

### Dans l'Antiquité

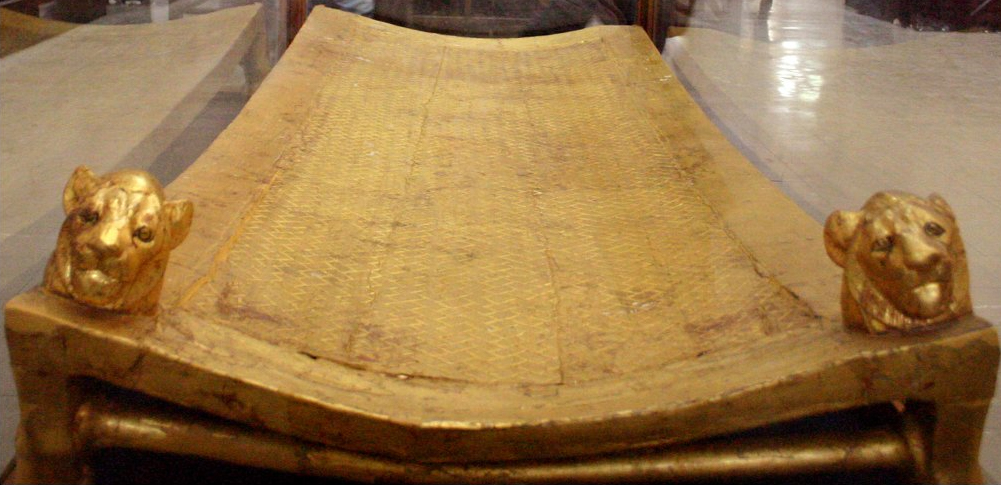
Lit en bois doré du XIVe siècle av. J.-C. de Toutânkhamon.

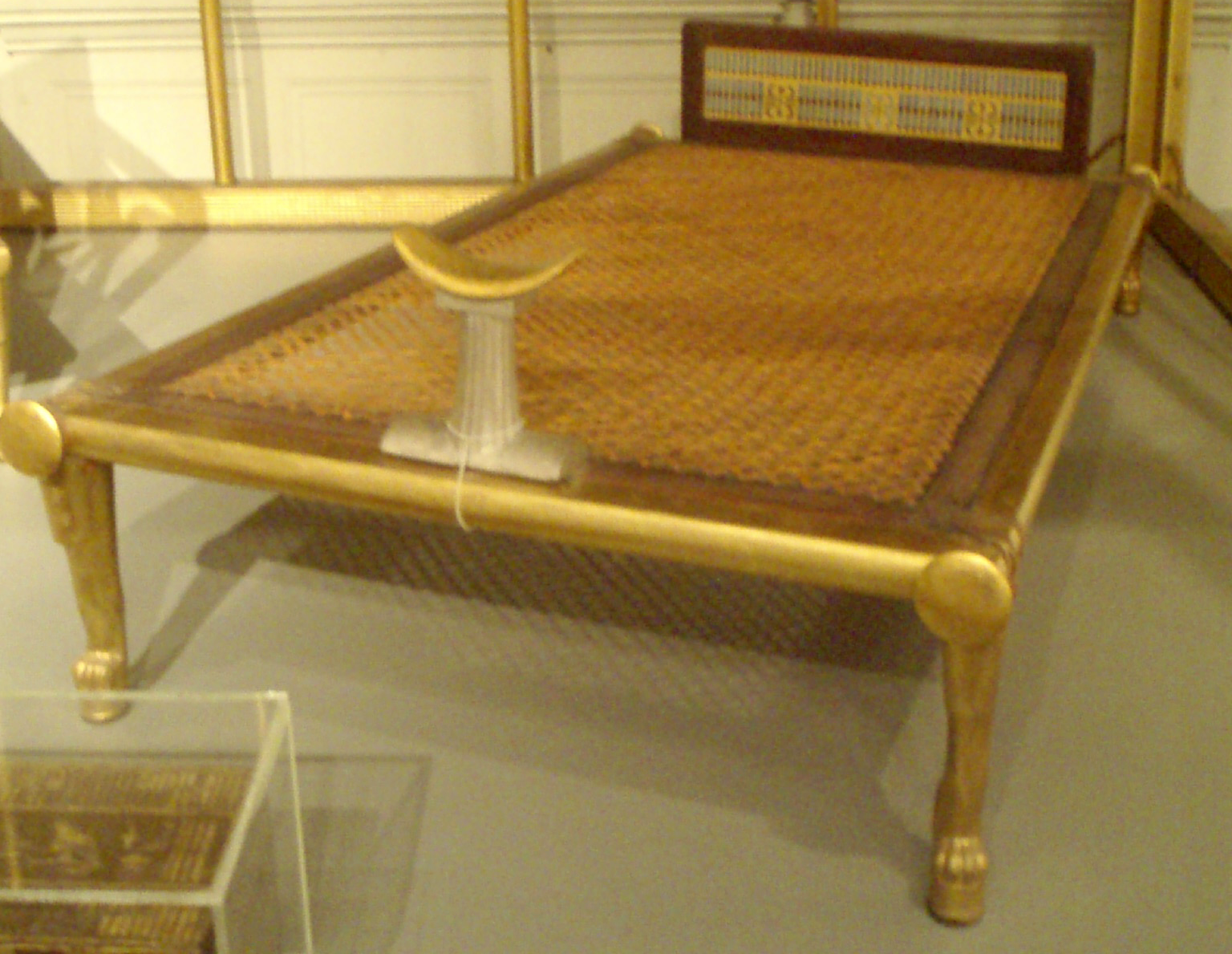
Lit et repose tête de la reine Hétep-Hérès Ire, la mère de Khéops.

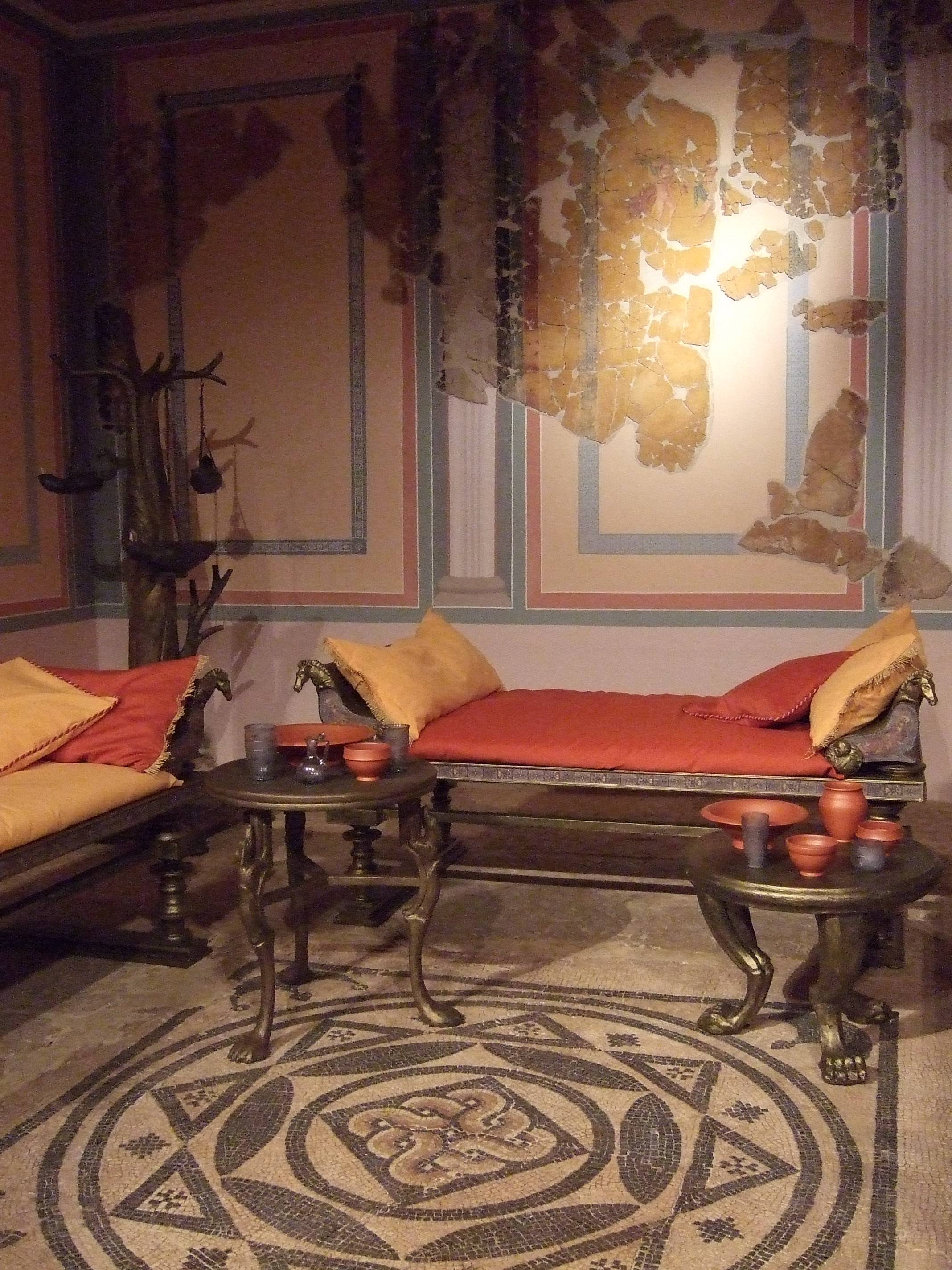
Lectus triclinaris dans un Triclinium.

Les premiers lits (8000 av. J.-C.) n'étaient guère plus que des tas de paille ou d'autre matière naturelle (par exemple, tas de feuilles de palmier, peaux parfois emplies d'eau pour s'isoler de la terre froide) posés à même le sol. L'étymologie du mot lit dérive d'ailleurs du verbe latin legere, amasser, entasser.
Lieu de sociabilité, il sert à se reposer, manger, recevoir, travailler (la fonction de ce « lit de jour » persistera jusqu'au XVIIe siècle). Un progrès important fut réalisé, pour éviter les courants d'air, la saleté, les reptiles et les parasites, ils furent surélevés sur des pieds.
En Égypte antique, les gens aisés avaient de hauts châlits accessibles par des marches, isolés par des rideaux et munis de traversins ou d'oreillers. L'élite de la société égyptienne comme les pharaons et les reines avaient parfois des lits en bois doré incrustés de matières précieuses (ivoire, or, argent), munis de tabourets relevant les pieds et d'un appui-tête en pierre, métal bois ou ivoire sculpté servant à soutenir les volumineuses coiffes des pharaons. Plusieurs lits ont été retrouvés dans la chambre funéraire de Toutânkhamon. Les Assyriens, Mèdes et Perses avaient des lits similaires, souvent décorés avec des incrustations ou des appliques de métal, de nacre ou d'ivoire. Les bas-reliefs montrent également l'existence de lits pour manger.
En Grèce antique, la plus ancienne mention d'un lit est sans doute celui d'Ulysse, une tcharpaï, lit avec un cadre en bois et quatre pieds dont le sommier est un treillis de cordes serrées autour du cadre. Ulysse rapporte également la façon dont il a conçu le lit nuptial, pour lui et Pénélope, à partir d'un ancien tronc d'arbre énorme d'olivier. Homère mentionne l'incrustation d'or, d'argent et d'ivoire sur des lits en bois. Le lit typique grec avait un cadre en bois, avec une planche à la tête et des bandes de cuir lacées à travers sur lesquelles des peaux étaient placées. À une époque ultérieure, le châlit était plaqué de bois précieux, en ivoire massif plaqué en écaille de tortue et avec des pieds d'argent, ou le plus souvent en bronze. Les oreillers et les couvertures devinrent également plus coûteux et plus beaux. Les lieux les plus réputés pour leur fabrication étaient Milet, Corinthe et Carthage. Les lits pliants apparaissent, comme le montrent les vases peints.
Dans la Rome antique, les riches mangeaient sur des couches et dormaient de même, au besoin, recouverts de draps de lin. Plus généralement, on dormait sur de simples tapis ou nattes faits de fibres (roseau, foin), de laine, de plumes ou de crin, en se couvrant de couvertures faites de feutre ou de laine, éventuellement agrémentées de cotonnades, de fourrures ou même de soieries (selon la bourse et le climat). Des petits coussins étaient placés à la tête et parfois à l'arrière. Ils étaient souvent conçus pour deux personnes, avaient une planche ou une balustrade à l'arrière ainsi que sur la tête du lit. Les courtepointes étaient parfois luxueuses, généralement en pourpre brodée avec des figures en or. De riches tentures tombaient jusqu'au sol. Les lits des gens aisés étaient souvent en bronze incrusté d'argent, l'empereur Héliogabale en avait une en argent massif. Dans les murs de certaines maisons de Pompéi étaient aménagées des alcôves qui étaient probablement fermées par des rideaux ou des cloisons coulissantes. Plusieurs types de lits étaient utilisés :
- lectus cubicularis ou torus : lit de sommeil surélevé (accessible par un gradin ou un marche-pied) avec comme évolution par rapport à son modèle grec des pieds tournés, une tête et un pied de lit.
- lectus genialis ou lectus adversium : lit nuptial plus décoré, placé dans l'atrium à l'opposé de la porte.
- lectus discubitorius ou lectus triclinaris, lit de table sur lequel le Romain se couchait, posé sur le coude gauche, utilisé notamment dans le Triclinium avec trois lits disposés en U.
- lectus lucubratorius, lit pour étudier et travailler.
- lectus funebris ou lectus emortualis, lit funéraire sur lequel étaient transportés les morts vers le bûcher funéraire.

### Moyen Âge

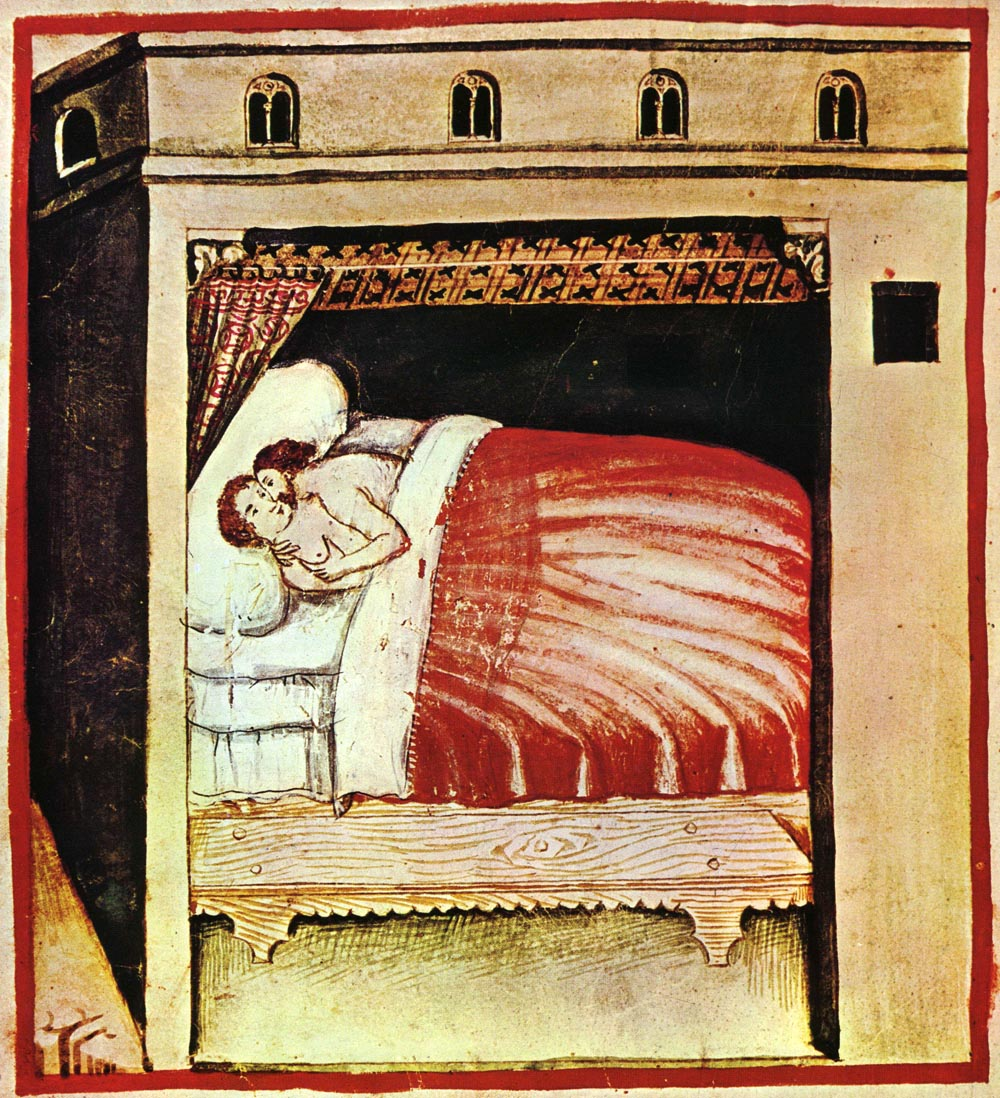
Couverture du livre Tacuinum sanitatis : le lit médiéval surélevé, garni d'un traversin, de coussins et d'une couverture à franges, est bordé d'une banquette. Le chevet s'incurve, formant ciel de lit garni de tentures coulissant par des anneaux.

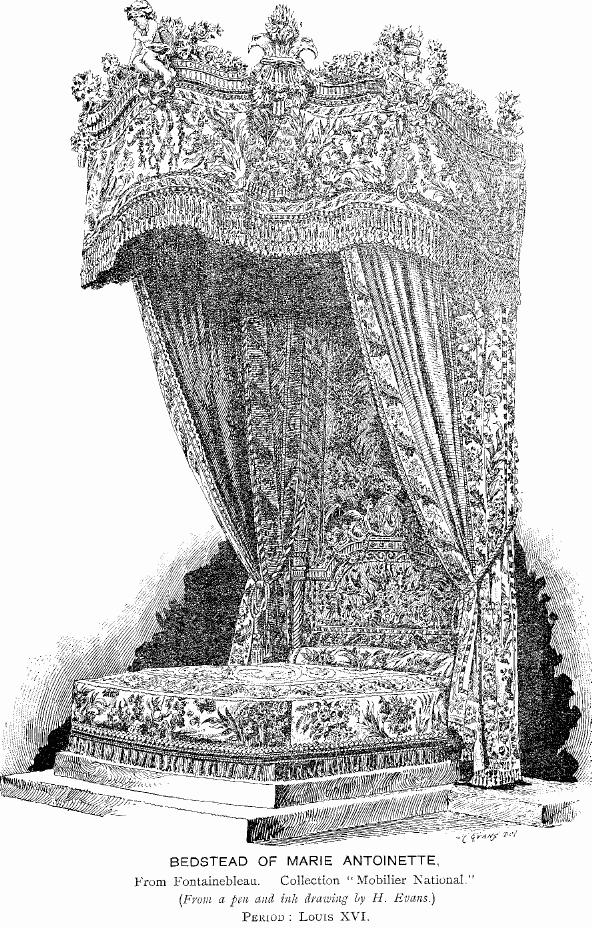
Châlit et ciel du lit d'apparat du grand appartement de Marie-Antoinette d'Autriche.

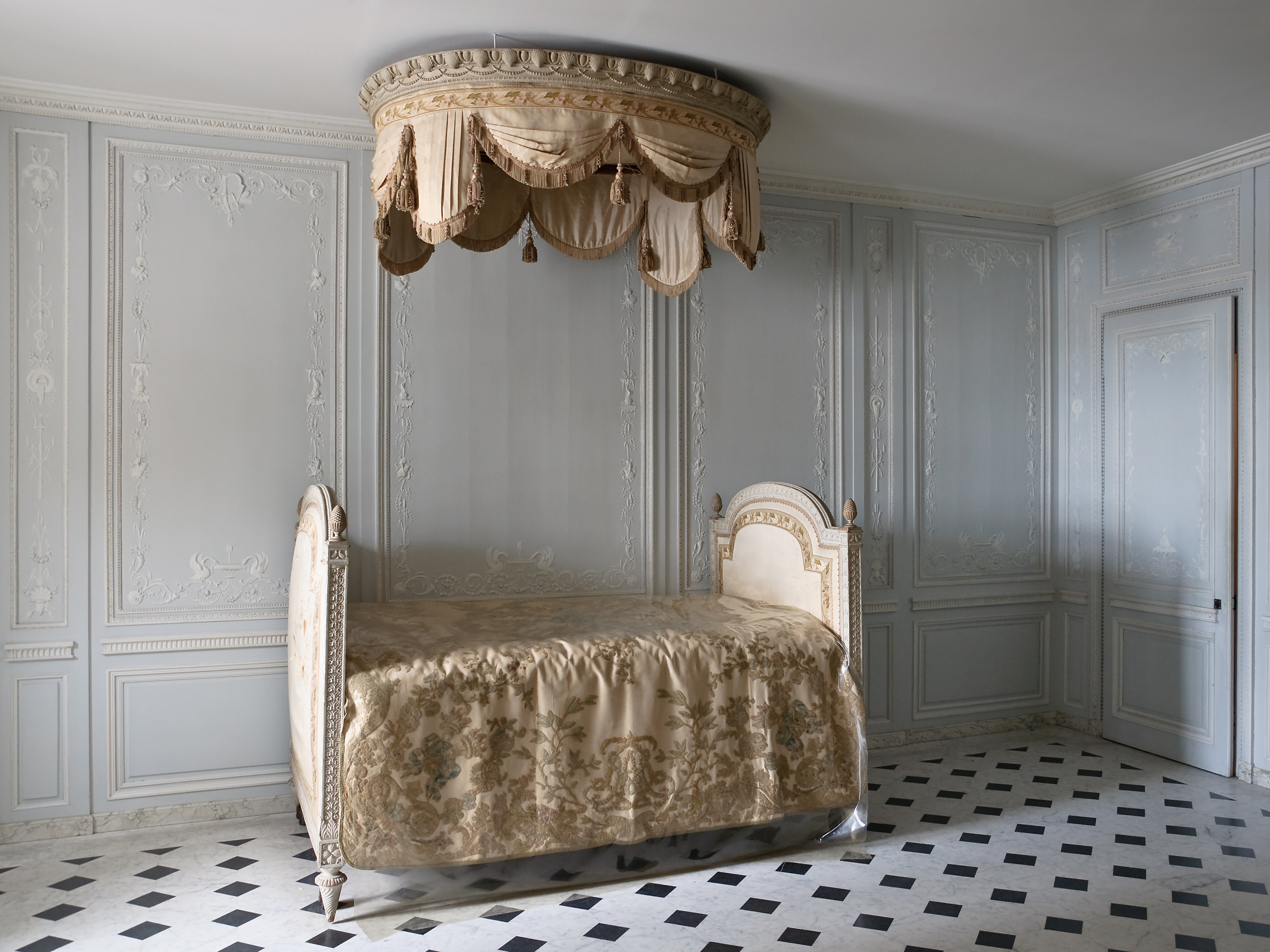
Lit de repos à la polonaise et son baldaquin relevé, petit appartement de la Reine, château de Versailles.

Avec le coffre et le buffot, le lit est « un meuble constituant le socle fondamental de l’habitat médiéval ». Il figure dans les testaments comme objet de legs, un don intime qui marque le respect du légataire à l'héritier, plus que le don numéraire, moins personnel. Il a aussi une place de choix dans les contrats de mariage comme symbole de l'alliance matrimoniale. Dans un autre registre, il figure dans les contrats d'apprentissage : le formateur fournit un lit garni au jeune apprenti qui pourra le garder au moment de son entrée dans la vie active.
Les lits étaient de simples caisses de bois garnies (ou non), plus tard recouvertes d'un matelas. Originellement ce sont des sacs, faits de paille pour la majorité, de plumes pour les plus riches. Au fil du temps, le fourrage est remplacé par des textiles ; depuis le coton jusqu'aux fibres artificielles.
- Les plus fortunés dormaient sur des matelas faits de lin (comme les draps) et bourrés de duvet d'oie ou de canard, dans des lits de bois à baldaquin. Les puissants donnaient également audience allongés sur un lit de jour (à l'origine du lit de justice du roi) ou symbolisent leur haute lignée familiale par le lit de parade dans la salle d'apparat.
- Les classes moyennes dormaient sur des matelas faits d'un feutre fin (comme les draps) et bourrés de laine de mouton cardée, de crin ou de plume d'oie ou de plume de canard. Si les lits-armoires sont très en vogue dans certaines régions françaises (Bretagne, Poitou, Auvergne), il faut généralement se contenter de simples banquettes servant de marchepied, parfois garnies de bas flancs.
- Les plus pauvres dormaient souvent tout habillés sur des litières faites de foin ou sur des matelas posés à même le sol, faits d'un sac de bure, bourré de paille de blé ou de son (les fameuses paillasses), de copeaux de bois, de cosses de pois, éventuellement de feuilles de fougère (censées préserver la bonne santé) ou de Vitex agnus-castus (censées préserver la chasteté comme le recommande l'Église), bure parfois enveloppée dans des draps de chanvre pour que cela gratte moins. Ces matériaux, sains mais rustiques, avaient l'avantage d'absorber l'humidité et d'isoler des sols froids. Ils apportaient donc un certain confort, même si plusieurs personnes se partageaient le lit, comme dans les auberges. De plus, contrairement aux tissus précieux inlavables[4] des lits des nobles, ils étaient jetés lorsqu'infectés de puces et punaises. Dans les fermes, on dormait le plus près possible de l'âtre, dans la salle commune. Les paillasses avaient une taille importante, permettant à toute une famille de dormir sous une seule couverture[5].

Au Moyen Âge, il est le meuble le plus important dans la demeure des pauvres (seul meuble confortable de la maison, il est l'endroit où l’on naît, on dort et on meurt) comme des plus fortunés chez qui, il est le symbole de prestige et de pouvoir (il est l'endroit où on reçoit, on travaille, on juge comme le lit de justice du roi). Dès le XIIIe siècle, dans les traités d'hygiène et de vie, les médecins écrivent leurs recommandations pour bien dormir : le prince comme le paysan dort nu mais avec un bonnet de nuit censé protéger le cerveau, organe de l'âme jugé sensible ; le ciel de lit apparaît au XIVe siècle avec un rôle fonctionnel (il protège de la poussière du plancher terré) et symbolique (il protège des rayons lunaires jugés maléfiques ou nocifs). Le dormeur récite une prière avant d'aller se coucher par peur de mourir pendant le sommeil, mort redoutée à l'époque car il n'a pas le temps de remettre son âme à Dieu et de recevoir l'extrême-onction ; le ciel ou demi-ciel de lit, comme le berceau, est orné de signes protecteurs (soleil, étoiles, saints). Le « lit idéal » doit avoir un dos de lit pour se protéger du froid, être accessible par un basset, être isolé par des courtines (tentures de lit) et surélevé par une planche épaisse ou estrade, garni d’un matelas moelleux, surmonté d’un ou plusieurs (selon la richesse) surmatelas appelés couettes – les médecins spécialisés en "litologie" recommandent la plume pour l’hiver, la laine ou le coton pour l’été – recouvertes de draps, couvertures et courtepointe, fourrures. Des banquettes, archebancs (coffres à couvercle plat utilisés comme banc) ou des sièges bas peuvent être disposés autour afin d'accueillir les personnes de compagnie.

### XVIesiècle

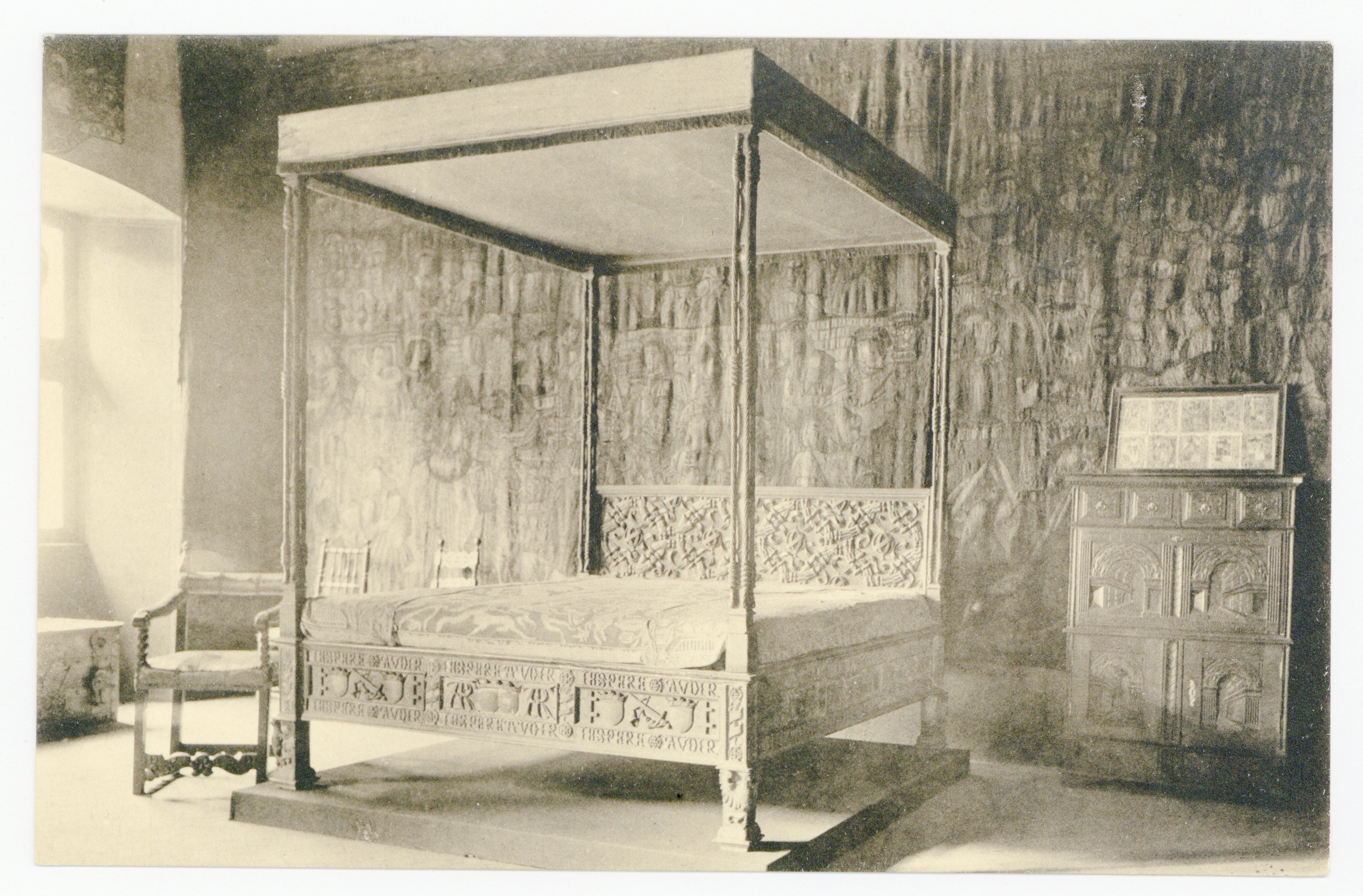
Lit à piliers (ou à colonnes) (vers 1515) provenant du palais ducal de Nancy, France.
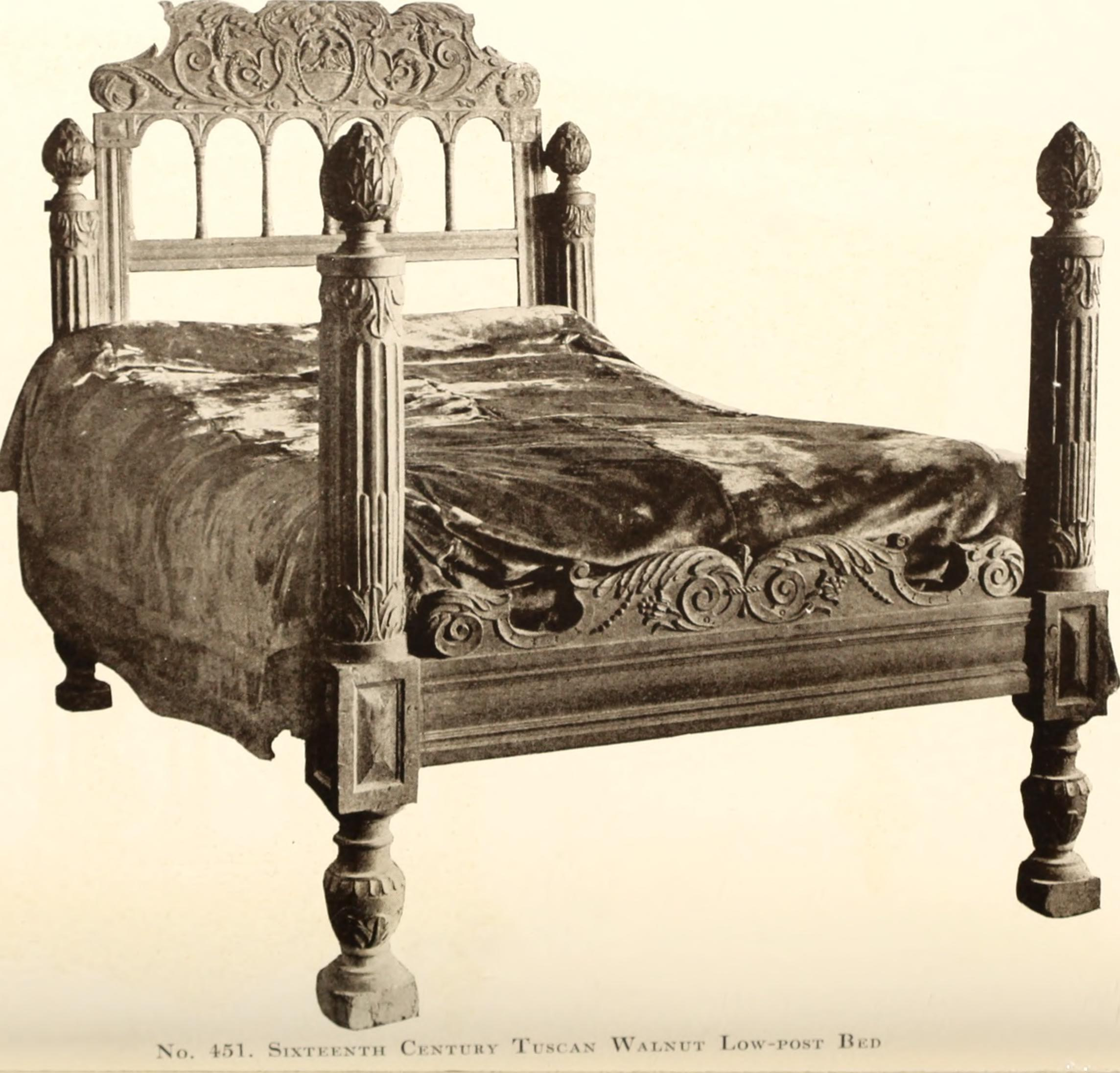
Lit à piliers bas (XVIe siècle, noyer, provenant du Palazzo Davanzati, Florence, Italie.

### XVIIesiècle
En France et jusqu'au XVIIe siècle, le lit est appelé « couche » pour désigner le meuble du sommeil dans son ensemble ou « couchette » pour les meubles les plus petits. L'utilisation du mot « lit » semble en effet ne se généraliser qu'à partir des années 1690. Le lit est composé de trois parties : le châlit (ou « bois de lit »), le coucher et la garniture. Le bois peut être « à visse », c'est-à-dire démontable et c'est ainsi que les lits sont inventoriés dans les garde-meubles des hôtels[Quoi ?]. Le coucher désigne alors la superposition de couches plus ou moins nombreuses, allant, de bas en haut, du plus raide au plus moelleux pour assurer le confort du dormeur. La garniture constitue l'enveloppe textile du bois et du coucher. Elle relève à la fois du confort et de l'apparat. Dans les descriptions de ce siècle, on distingue principalement deux types de garniture : « en housse » ou « à pentes », « système simple de grands pans d’étoffe fixés autour du ciel et retombant d’un seul tenant sur chacun des côtés de la couche » ; « à rideaux » qui se tirent sur des tringles et d'usage plus commode. D'autres types de lit peuvent apparaitre de manière exceptionnelle comme le lit « en impériale », « espèce de dôme, ou de couverture dont le dais est en pointe & qui en s’élargissant par en bas représente la figure de deux S qui se joignent en haut et s’éloignent en bas (…) » et le lit « à pavillon » ou « à la romaine », en forme de tente fixée au plafond.
Au XVIIe siècle, l'usage antique de recevoir allongé dans son lit revient en vigueur, comme le fait la marquise de Rambouillet.

### XVIIIesiècle
Au siècle suivant, les appellations se multiplient : outre les lits « en impériale » et « à la romaine » apparaissent les lits « à colonnes », « à la duchesse » (dérivé du précédent), « à la polonaise » (cette forme à impériale a sans doute pris ce nom en raison des origines de Marie Leszczynska, reine de France à qui il était destiné), « en chaire à prêcher » dans les dernières années de l'Ancien Régime, « à la turque », lit à trois dossiers, parallèle au mur, ou encore « en tombeau ». Des lits à usage spécifique sont aussi inventoriés tels les lits de campagne, lits pliants qui servaient en voyage ou à l'armée ou encore les lits de veille, lits amovibles qui servaient au personnel et n'étaient déployés que pour la nuit. C'est aussi à cette époque que le lit d'alcôve fait son apparition, souvent entouré d'épais rideaux, comme le représentent les peintres, tels François Boucher et Jean Honoré Fragonard.

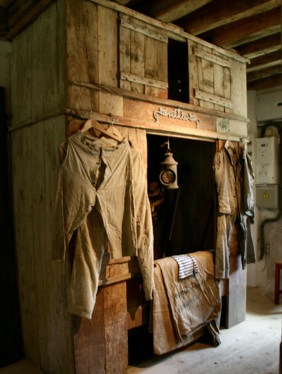
Lit-clos du meunier du moulin de Lonceux (XVIIIe/XIXe siècle)
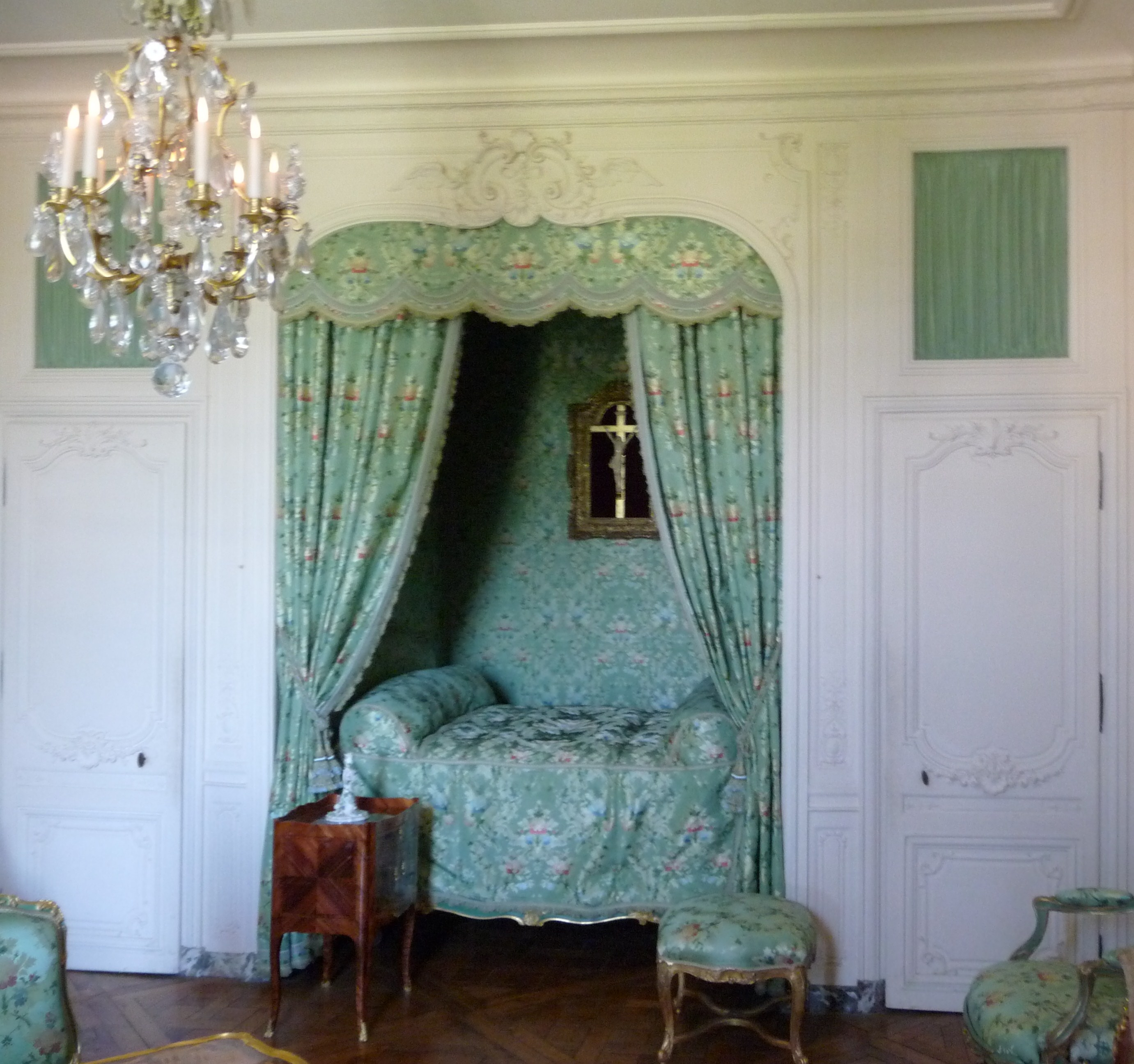
Lit en alcôve de la marquise de Pompadour (1748, Gabriel) restauré à l'identique, château de Versailles.
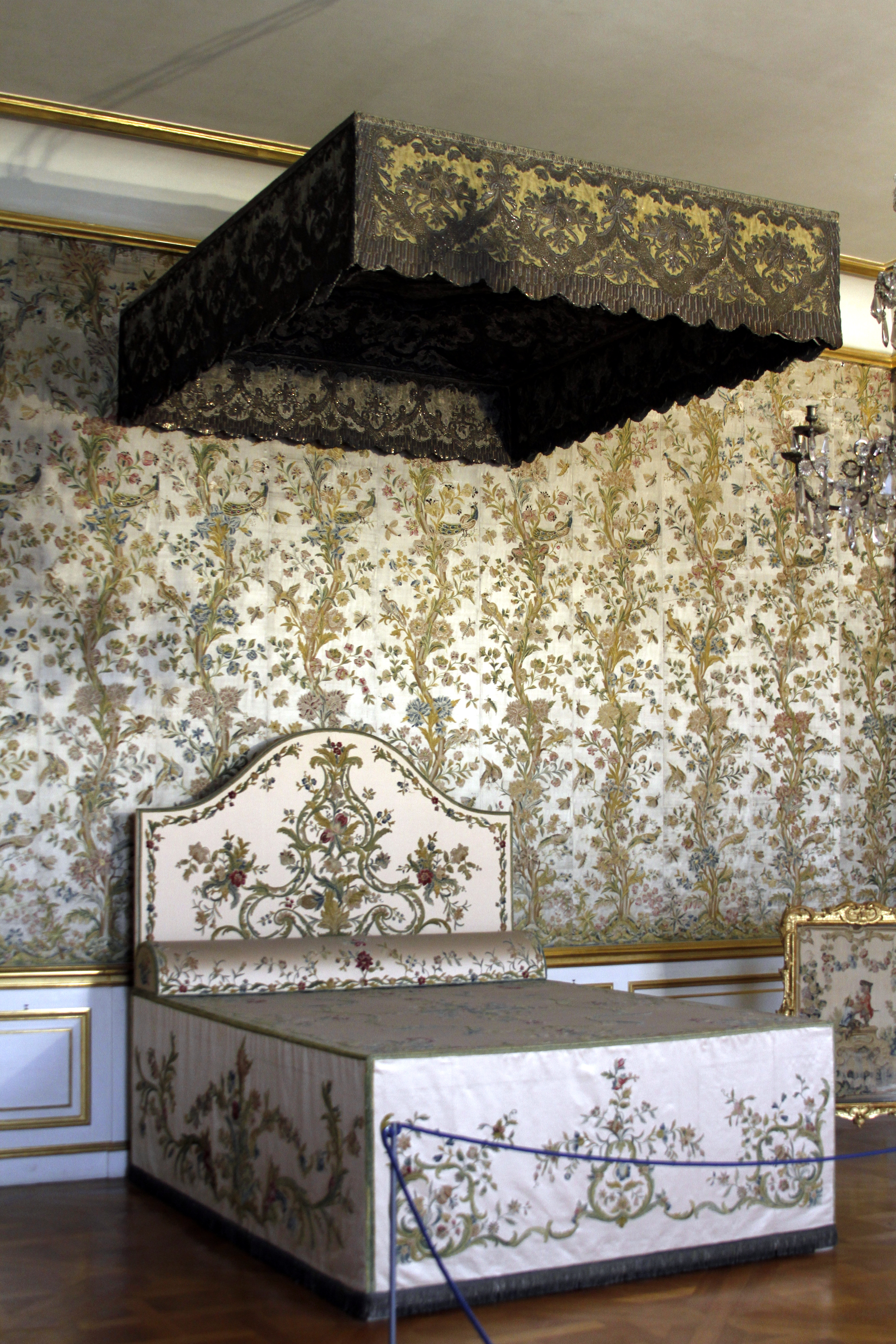
Lit d'apparat à la duchesse (1757), Résidence de Munich, Allemagne.
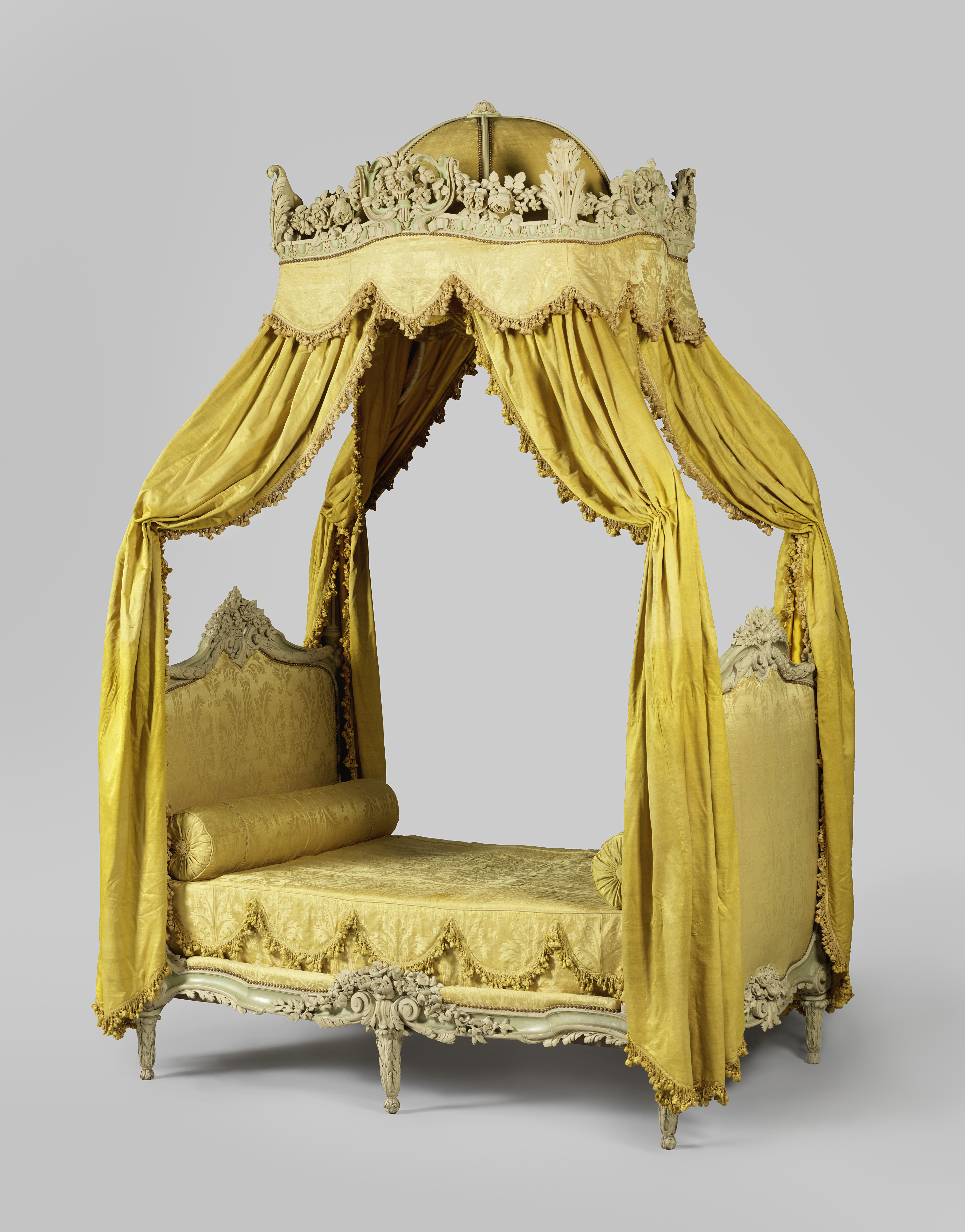
Lit à la polonaise (v. 1775), collection du Rijksmuseum, Amsterdam, Pays-Bas.
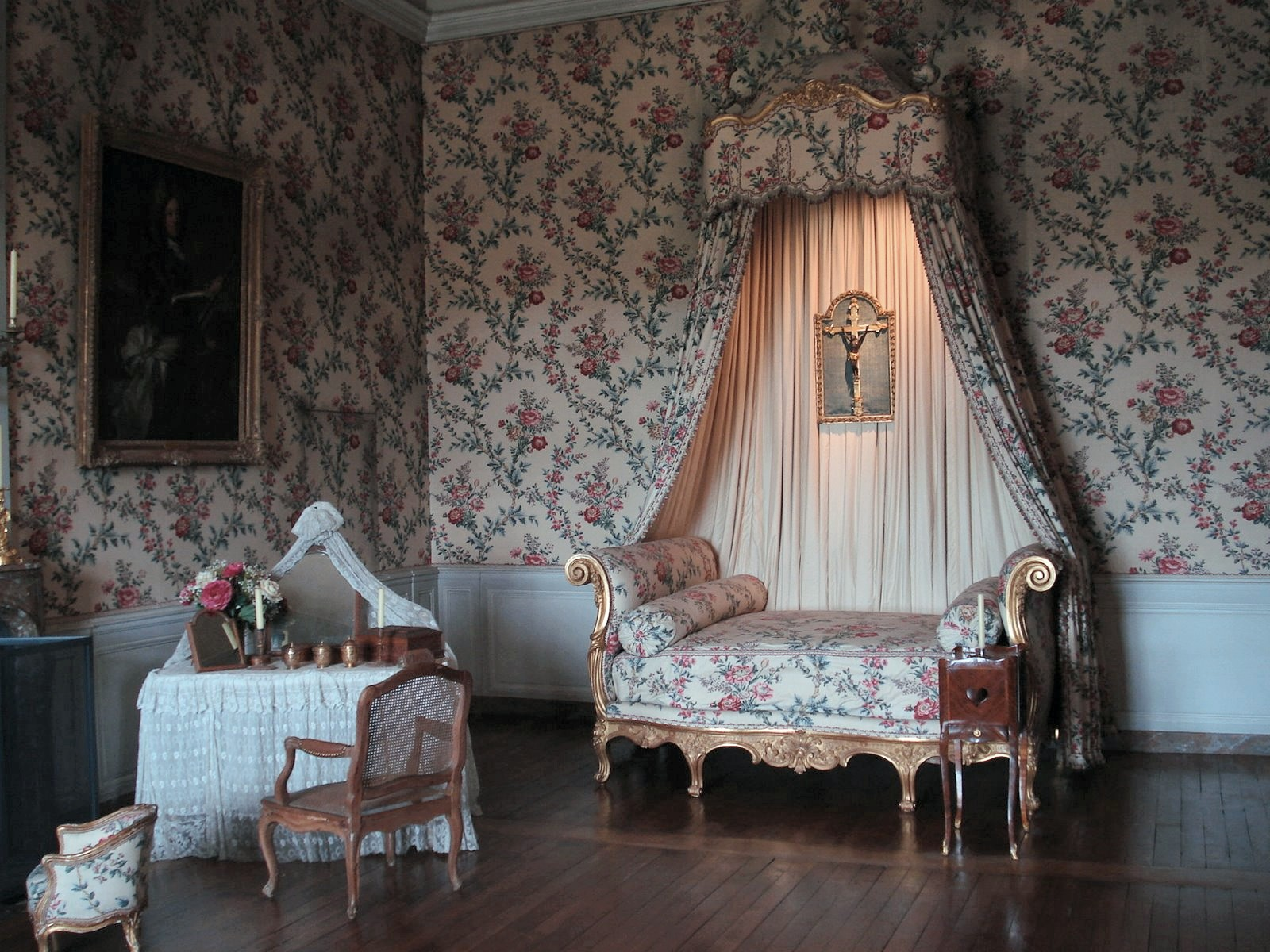
Lit à la turque à deux chevets enroulés d'époque Louis Quinze, estampillé F. Leroy, château de Vaux-le-Vicomte, France.
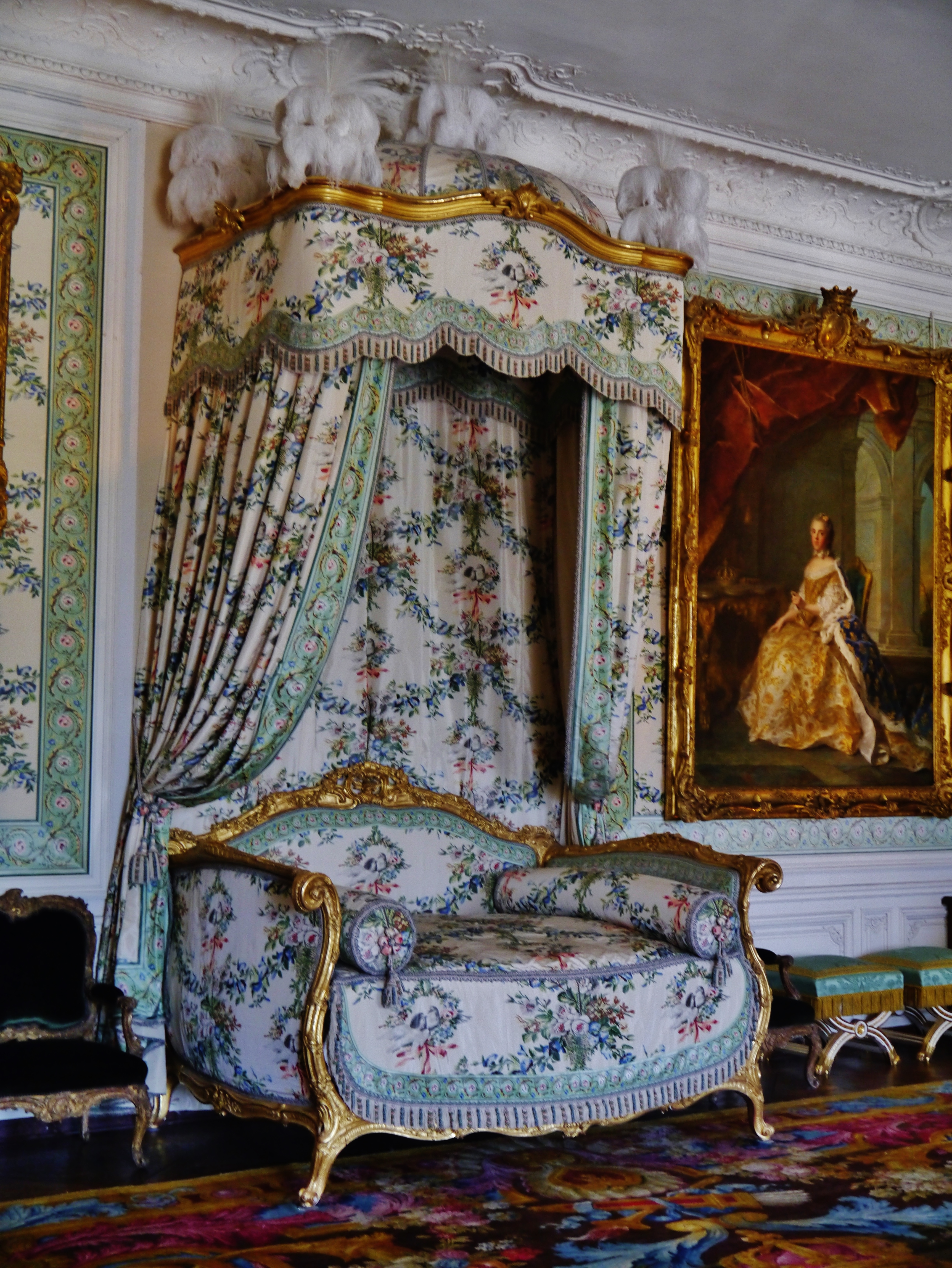
Lit à la turque à trois dossiers (vers 1775) attr. à Jean-Baptiste I Tilliard, château de Versailles.

### XIXesiècleetXXesiècle

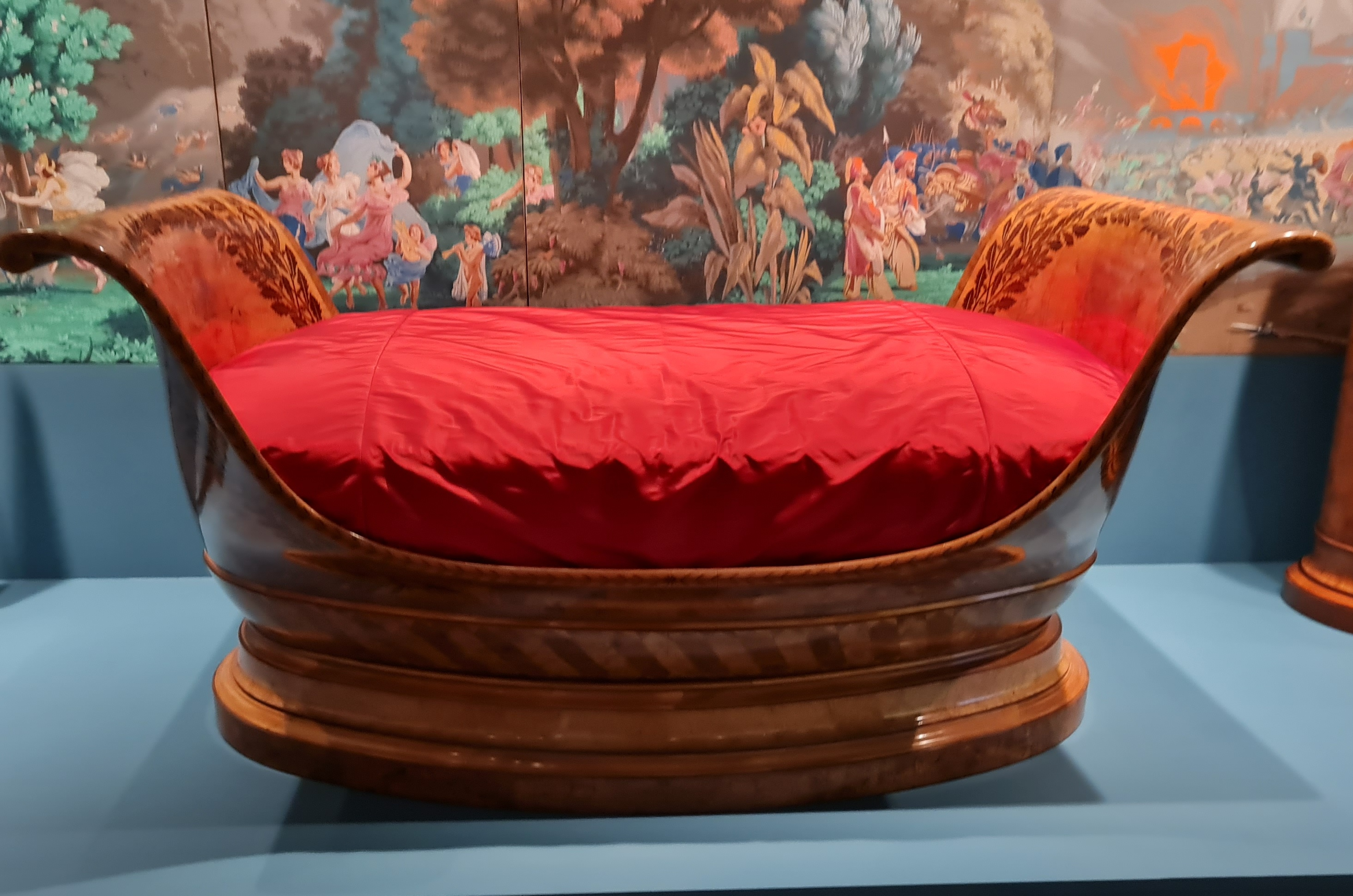
Lit en nacelle, France, 1827.

Si la forme des lits a suivi les modes et styles (Louis XV, Empire, Louis-Philippe, bateau), l'emploi du sommier, qui n'était au départ qu'un simple treillis de branches entrelacées, tend à se généraliser. On en trouve à lattes, à ressorts, à treillis de toile. la nouveauté consiste surtout à employer de nouveaux matériaux : le fer et l'acier concurrencent le bois et le cuivre, et permet en outre la fabrication de ressorts hélicoïdaux ou à boudins qui augmentent le confort du couchage. Le coton prend une place prépondérante pour les draps et les enveloppes de couettes ou de matelas. Accessoirement, la fibre kapok remplit duvets et matelas bon marché.
À partir de 1900, avec l'introduction des fibres de viscose, (fibranne, mais aussi rayonne ou soie artificielle) les fibres synthétiques tendent à prendre une place prépondérante.

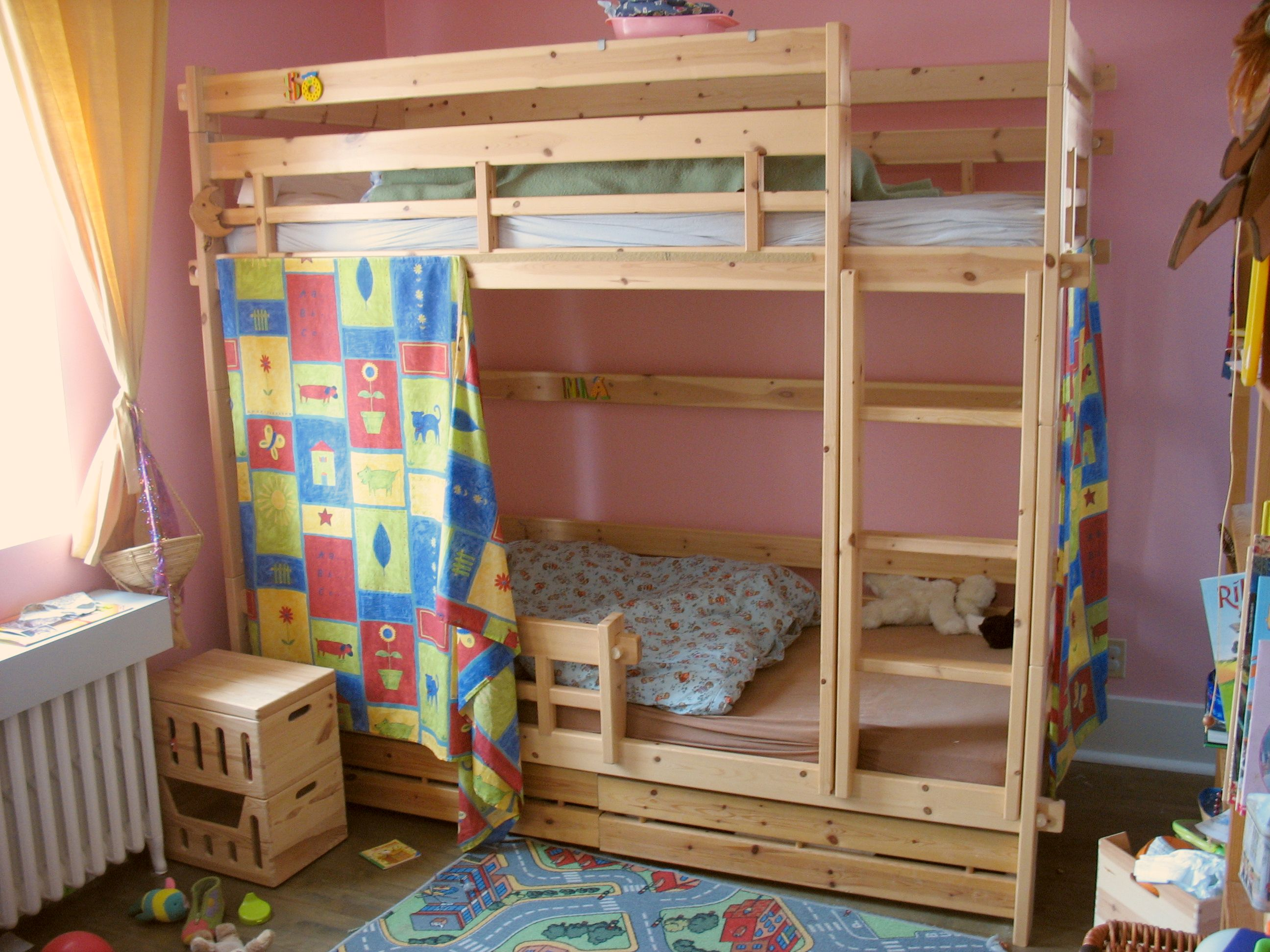
Lits superposés dans une chambre d'enfant.

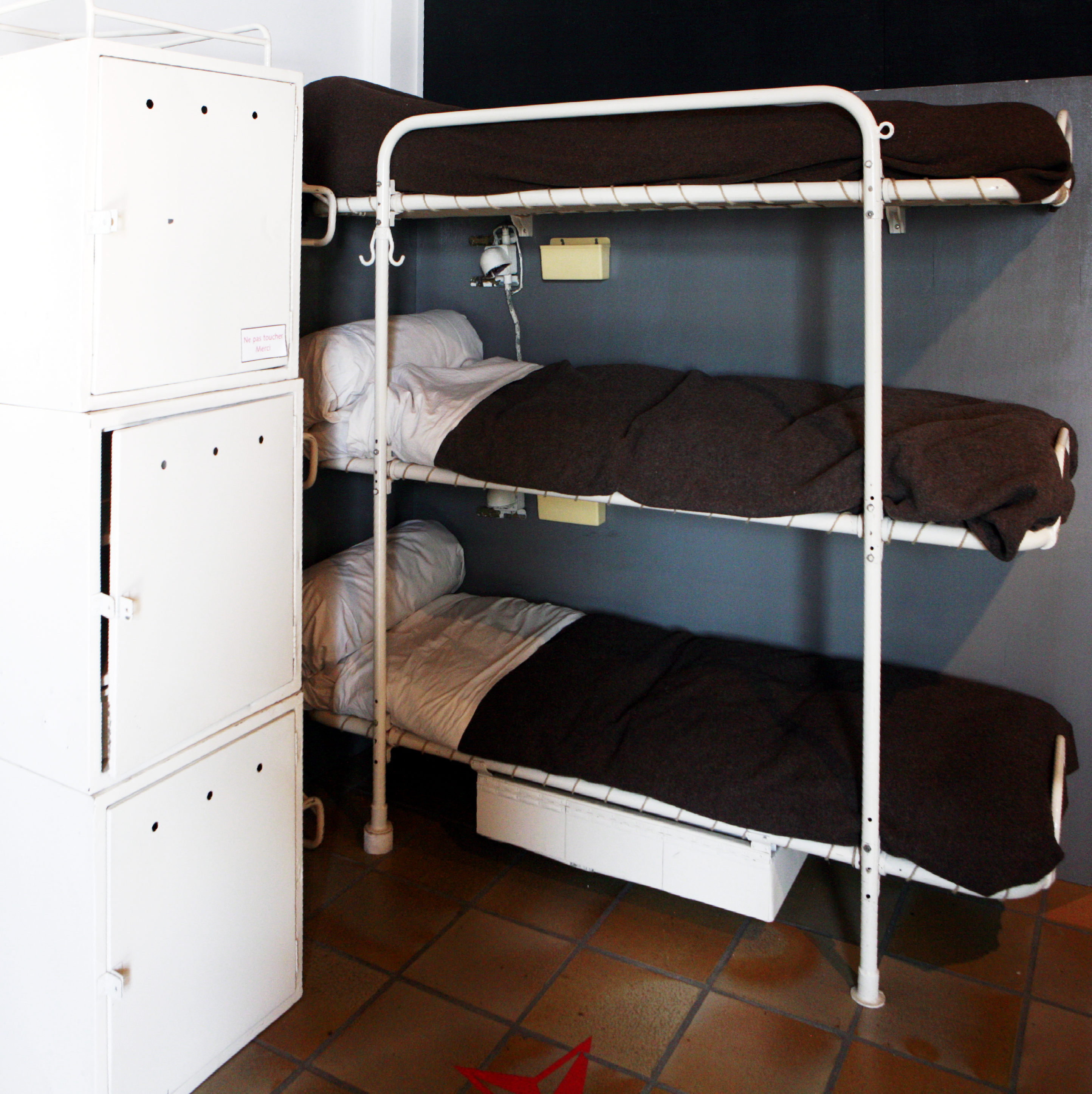
Lits superposés du porte-avion Clemenceau.

Les lits, qui étaient plutôt petits (à la taille des gens mais aussi pour mieux garder la chaleur) tendent à s'agrandir.
- À côté des lits traditionnels, apparaissent le lit cage et le cosy-corner mais aussi les lits escamotables : canapé transformable, fauteuil-lit, lit vertical, lit gigogne, lit à plateau mobile, et pour les scouts et les soldats, les lits de camp qui ont l'immense avantage de pouvoir se transformer facilement en brancards.
- Pour les enfants, le traditionnel lit à barreaux verticaux est suivi du lit en toile, matelassé, pliable (lit-valise ou lit-parapluie). Les lits pour enfants ou adolescents peuvent également servir de rangement ou d'espace de jeu. On retrouve différents types de lits : compacts, en hauteur, avec rangement, à demi-hauteur, combiné avec bureau. Le lit parapluie est un lit d'appoint, pliable, conçu pour aider les parents en voyage. Le lit à barreau, fixe, sécuritaire et confortable, sera lui plébiscité par les parents pour un usage quotidien[11].
- Dans les structures de soins et au domicile des malades, on indique, sur avis médical, l'utilisation de lits dits « médicalisés » motorisés, à commande électrique, avec parties articulées et mobiles : relève-buste, repose-jambe supérieur et inférieur, réglables en hauteur, sur roulettes avec système de blocage, tête et pied de lit, potence, barrières amovibles, pied porte-sérum, etc. Les matelas étant souvent adaptés à la pathologie de la personne concernée (Mousse, mousse découpée, mousse moulée, mousse visco-élastique, matelas à air, avec / sans compresseurs, etc.). Ces lits « médicalisés » sont disponibles en pharmacies.

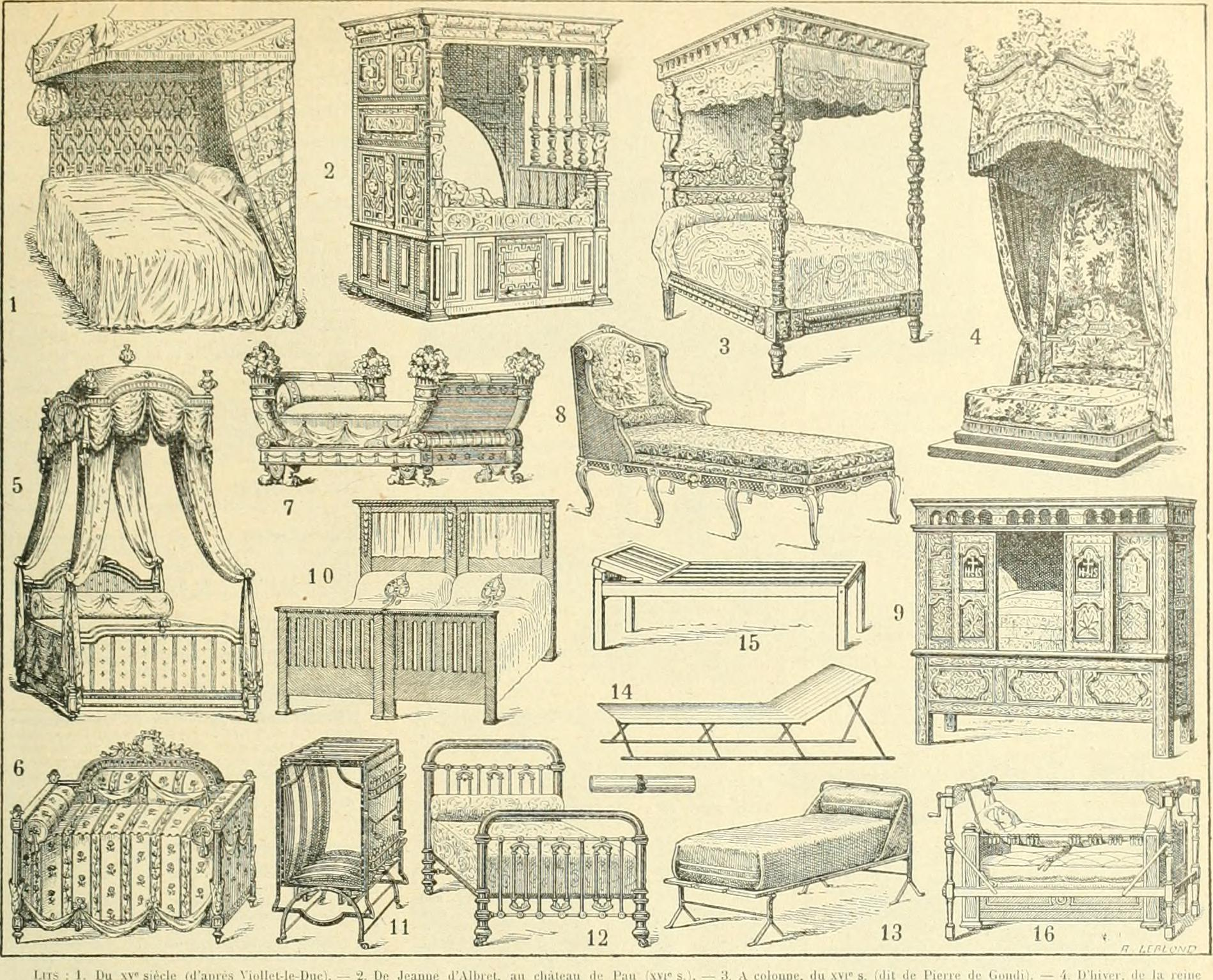
Lits 1. Du XVe siècle (d'après Viollet-le-Duc). — 2. De Jeanne d'Albret, au château de Pau (XVe s.). — 3. A colonne, du XVIe s. (dit de Pierre de Gondi). — 4. D'hiver, de la reine Marie-Antoinette (palais de Fontainebleau). — 5. A la Dauphine (XVIIIe s.) — 6. A l'anglaise (XVIIIe s.) — 7. Ayant servi à Napoléon Ier (Garde-Meuble). — 8. De repos (moderne, dessiné par Radel). — 9. Clos, moderne (Bretagne). — 10. Lits jumeaux (style moderne anglais). — 11. Lit cage fermé. — 12. Moderne, en cuivre. — 13. Militaire. — 14. Pliant, d'explorateur. — 15. De massage (médecine). 16. Mécanique (chirurgie). in : Larousse universel en 2 volumes; nouveau dictionnaire encyclopédique publié sous la direction de Claude Augé 1922

## Literie

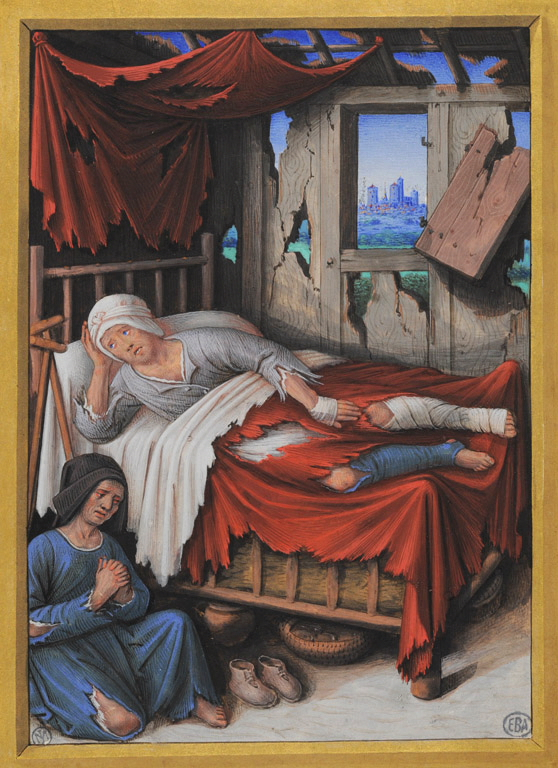
L'homme misérable (v. 1500/1510) peint par Jean Bourdichon est étendu sur sa paillasse sous un ciel de lit constitué d'une étoffe suspendue et tendue à l'aide de cordes.

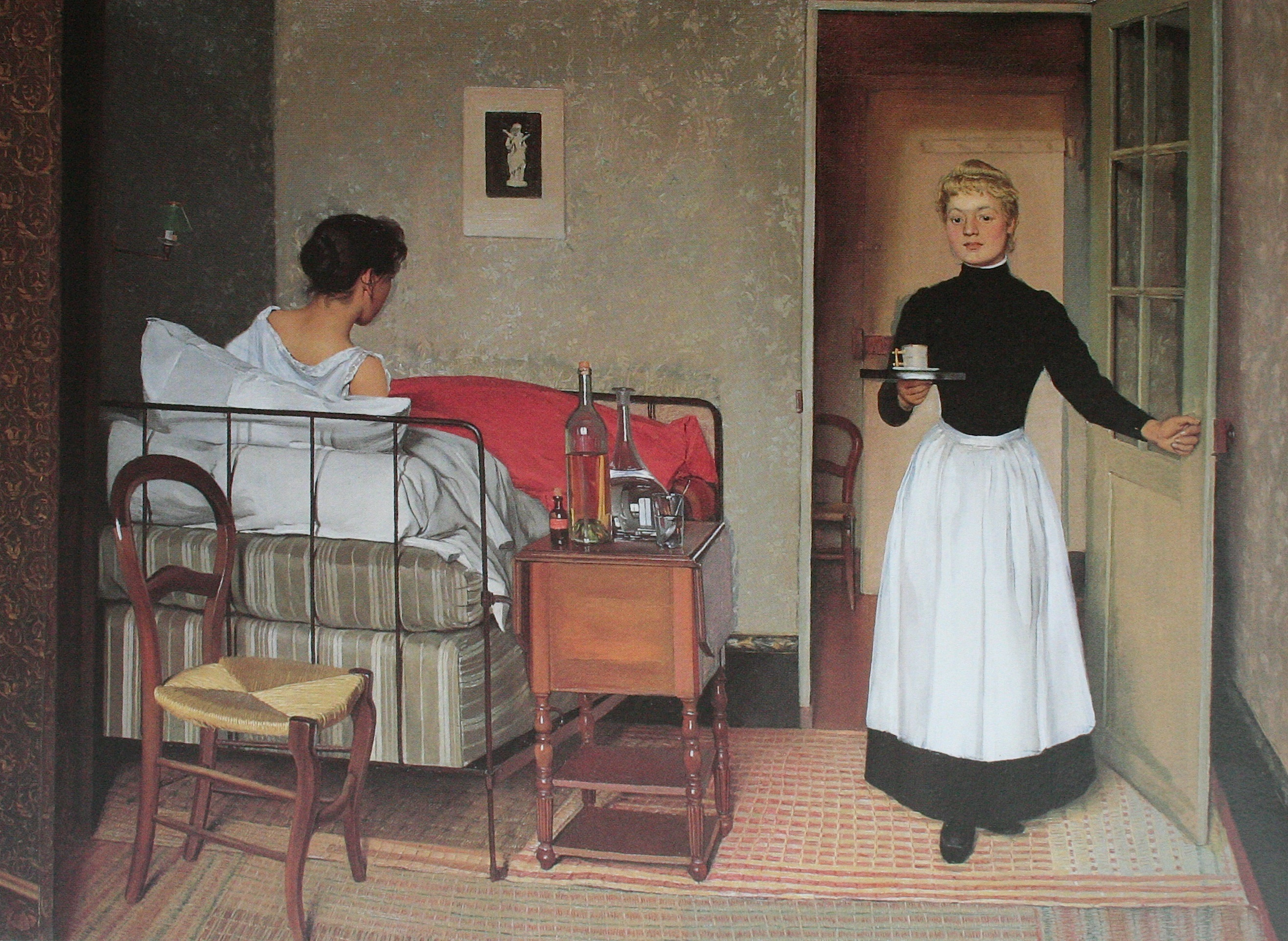
La malade (1892), tableau de Félix Vallotton. De haut en bas sont représentés l'oreiller, le traversin, les draps, le matelas, le sommier.

### Matelas
La composition des matelas s'est considérablement diversifiée. Traditionnellement à ressorts, remplis de laine ou d'un mélange crin-laine, les matières utilisées ont évolué vers le coton, les fibres synthétiques, le lainage, les mousses PU, mousses viscoélastiques (dites à mémoire de forme), mousse de polyester, et latex. Cependant, dans le secteur du très haut de gamme, les matériaux naturels (laine, coton, crin, cachemire) sont associés à une âme ressort.

### Oreillers et polochons

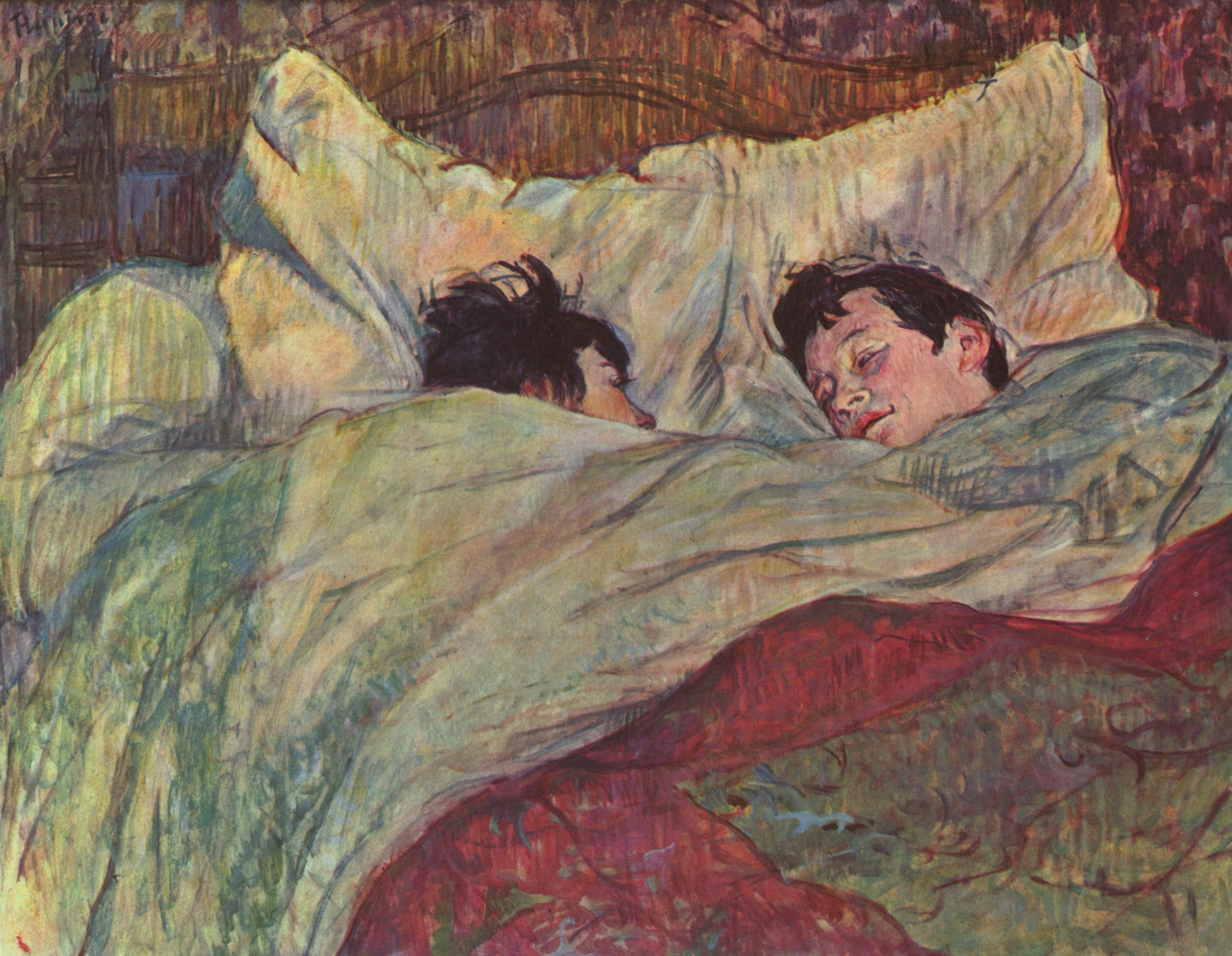
Oreillers rehaussés par un traversin. Le Lit, toile de Toulouse-Lautrec (1892).

Les oreillers étaient à l'origine de simples coussins et les polochons, édredons ou traversins une enveloppe remplie de plumes ou de vieux chiffons. En Moselle francophone, l'édredon était communément appelé un « plumon ».

### Couvertures

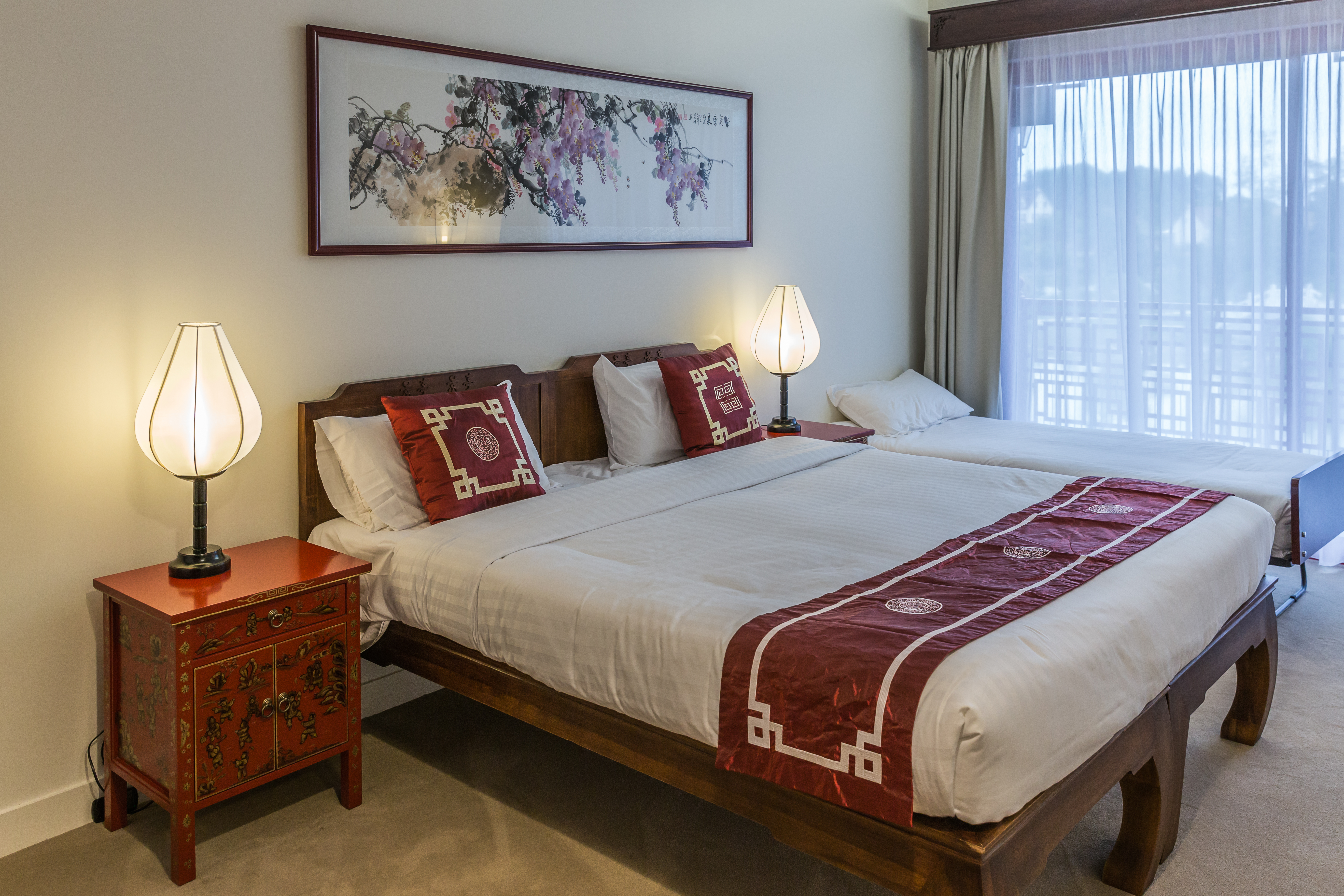
Chambre de l'hôtel Les Pagodes de Beauval à Seigy, France.

- Couvertures proprement dites, en laine (mouton, mohair) mais le plus souvent en matières synthétiques (acrylique, polyamide, polyester)
- Couettes et housses de couettes.
- Édredons, courtepointes, couvre-pieds.
- Couvre-lits : jeté de lit, dessus-de-lit.

### Draps
Ils sont faits de coton, de lin, de métis (tissu réalisé avec une chaîne en coton et une trame en lin, avec un minimum de 40 % de lin), de soie ou de matières synthétiques.

### Normes auXXIesiècle
La plupart des pays ont adopté des dimensions standard pour les matelas.
|                                                  | US et Canada | Australie    | UK           | Europe       |
| ------------------------------------------------ | ------------ | ------------ | ------------ | ------------ |
| 1 place                                          | 97 × 191 cm  | 91 × 191 cm  | 91 × 191 cm  | 90 × 190 cm  |
| Double                                           | 137 × 190 cm | 137 × 190 cm | 137 × 190 cm | 140 × 200 cm |
| Grand lit (US : Queen size -UK : King)           | 152 × 203 cm | 152 × 203 cm | 152 × 203 cm | 160 × 200 cm |
| Très grand lit (US : King size -UK : Super King) | 193 × 203 cm | 183 × 203 cm | 183 × 198 cm | 180 × 200 cm |

En France, un lit à une personne fait généralement 0,90 m en largeur et 1,90  ou   2,00 m en longueur. La règle[réf. nécessaire] est de prendre une longueur de 15 cm de plus que soi. Il n'existe pas de normes pour la hauteur, dans l'armée[Laquelle ?] : 0,70 m pour les hommes de troupe et 0,90 m pour les cadres.

## Autres couchages
- Litière, Tapis de sol, Natte, Tatami ;
- Appui-tête, Appuis-tête dans l'Égypte antique ;
- Lit de camp, Châlit (cadre de lit), Charpai (Charpoy, khat, manji)[14] ;
- Hamac (hammock);
- Sommier, Matelas ;
- Lit à baldaquin, Lit à colonnes, Lit-clos
- Lit superposable, Lit à plateau mobile ;
- Lit médicalisé ;
- Fourrures, dans les régions froides ;
- Duvet, sac de couchage en bivouac, camping, randonnée.
- Un lit réglable est un lit qui peut être réglé dans plusieurs positions. La plupart des lits d'hôpitaux sont réglables afin que le patient puisse surélever différentes parties de son corps pour des raisons médicales[15]. Certaines personnes disposent de lits réglables dans leur domicile privé[16]. Certains lits réglables sont conçus pour les couples ; ils utilisent deux matelas et deux mécanismes de réglage distincts[17]. Cela permet à l'un des partenaires de s'allonger sur le dos et de dormir, tandis que l'autre partenaire peut lever la tête et les épaules pour regarder la télévision ou lire[18].
- Un lit gonflable utilise un matelas rempli d'air qui est parfois relié à une pompe à air électrique et dont la fermeté peut être réglée[19]. La version portable du lit gonflable peut être enroulée et rangée, elle est donc conçue pour les voyages ou l'utilisation temporaire par des invités.
- Un tahta (au Royaume-Uni) est un type de lit doté d'un tiroir de rangement contenant un matelas, auquel on accède en soulevant le cadre pliant du matelas à l'aide d'un ressort ou d'un mécanisme hydraulique[20].
- Un lit convertible est un lit dont le cadre se plie en deux et s'articule pour faciliter son rangement et son déplacement[21]. Il est utilisé dans divers endroits, y compris dans les hôtels, gratuitement ou pour une somme modique par nuit, lorsque plus de personnes que prévu peuvent dormir dans une chambre, par exemple 5 personnes dans une chambre d'hôtel pour 4 personnes (lits jumeaux).
- Un lit vibrant est généralement une nouveauté fonctionnant avec des pièces de monnaie que l'on trouve dans un motel ancien[22]. Pour une somme modique, le matelas vibre pendant une durée déterminée. Il peut également s'agir d'un lit moderne qui vibre à l'aide d'un moteur excentrique. Il est contrôlé électroniquement pour modifier les paramètres de temps et d'amplitude et est utilisé à des fins thérapeutiques pour soulager les douleurs dorsales ou comme outil érotique.

### Les berceaux
Le berceau ou petit lit est un lit miniature, parfois fait de barreaux doublés à l'intérieur d'un tissu de laine (le molleton) et surmonté d'un léger baldaquin.

## Accessoires

### Accessoires de chauffage

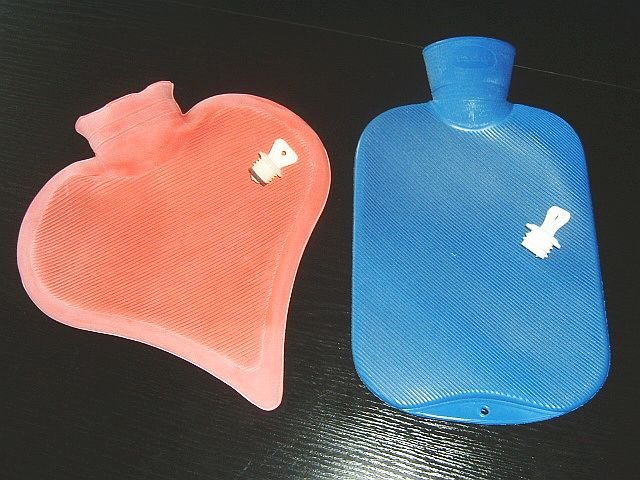
Bouillottes

Aux siècles passés, les demeures étaient fort mal chauffées et il était indispensable de réchauffer un lit glacial avant d'y entrer. Pour cela, on utilisait :
- les bouillottes, en vessie de porc puis en caoutchouc, en cuivre ou en terre cuite, remplies d'eau très chaude, placées au pied du lit ;
- les bassinoires de cuivre, remplies de braises, avec lesquelles on repassait les draps ;
- le moine, sorte de bassinoire qui s’accrochait sous le lit ;
- des briques laissées au four, puis entourées de gros chiffons et placées dans le lit.

### Moustiquaires
Faites de tulle, imprégnées ou non d'insecticide, elles sont fort utiles sous les climats tropicaux.

### Descentes de lit
Elles sont faites de laine, rarement de fourrure, puis de coton ou de nylon.

### Tenues de nuit
Traditionnellement, hommes et femmes portaient une chemise de nuit, un bonnet et des chaussettes de nuit en laine très fine puis en coton. Aujourd'hui, hommes et femmes portent un pyjama en coton ou en fibres synthétiques, ou dorment nus afin de mieux aérer leur peau et ne pas gêner la circulation sanguine par un vêtement. Les femmes portent aussi des nuisettes. Certains portent encore, au lever, veste d'intérieur, robe de chambre et « sortie de lit » en coton, en laine ou en soie.

## Usages

### Activités
Le sociologue Jean-Claude Kaufmann estime en 2015 que le lit « ne sert plus seulement à dormir ou faire l’amour. Jamais il n’a été autant investi d’activités variées (lecture, plateau télé, utilisation de l’ordinateur, du téléphone…). Chez les femmes célibataires, c’est souvent le meuble le plus important du logement, quand la table haute symbolise trop la famille réunie autour du repas ».

### Lit conjugal
Le lit conjugal apparaît au Moyen Âge sous l'impulsion de l’Église catholique, qui fait du mariage un sacrement au XIIIe siècle et qui, selon l'ethnologue Pascal Dibie, « a sacralisé la conjugalité et le lit pour lutter contre le paganisme et maîtriser la société et sa reproduction ». D'après l'historienne Michelle Perrot, « le lit conjugal est latin et catholique » tandis que « les deux lits côte à côte sont protestants et anglo-saxons ». Pour le théologien Thomas d'Aquin, « le couple doit avoir son lit et sa chambre ». Faire chambre à part est désapprouvé par le clergé. Cependant, cette règle n'est pas appliquée par l'aristocratie. Le lit conjugal se généralise en ville au XVIIIe siècle et au XIXe siècle sous l'impulsion de la bourgeoisie. En France, 95 % des couples dont les membres ont entre 20 et 65 ans dorment dans un même lit.
Jean-Claude Kaufmann relève en 2015 que « la tendance dominante est à davantage d’espace individuel pour le couchage : la taille du lit s’élargit et les chambres séparées sont plus fréquentes ». Il précise que d'après l'enquête qu'il a menée, « les femmes sont massivement à l’origine de cette demande de chambre séparée. [...] sous leur impulsion, il semble que la chambre séparée soit en fort développement et en voie de banalisation chez les couples qui ont passé la cinquantaine ». Néanmoins, il souligne que « faire chambre à part demeure un sujet complètement tabou parce qu’une symbolique conjugale du lit est inscrite dans les mentalités depuis le Moyen Âge, dans l’Europe catholique ». Michelle Perrot explique ce tabou par le fait que « l'idée du couple est toujours construite sur la fusion des corps, signe d'amour ».
Les chercheurs John Dittami et Gerhard Klösch indiquent que « les femmes ont un sommeil plus reposant sans leur partenaire, alors que les hommes ont un sommeil plus doux quand ils dorment avec leur compagne ».

### Emplacement
Des psychologues de l'université de Munich ont élaboré en 2010 une expérience où des sujets ont le choix de disposer un lit à leur convenance dans une pièce : la majorité l'ont disposé au fond de la pièce, loin de la porte et du côté vers lequel s'ouvre le battant. Selon ces chercheurs, ces sujets reproduisent le comportement de l'homme préhistorique qui devait trouver pour dormir un endroit sûr, à l'abri des prédateurs, le moins visible possible, mais offrant un point de vue idéal sur les accès au lieu.

### Prévention des allergies
Le lit est un lieu favorable au développement des allergènes responsables de l'asthme allergique (graminées, poils, plumes, poussières, acariens des genres Dermatophagoides et Euroglyphus), de l'eczéma et d'autres allergies chez les personnes sensibles. On compte environ deux millions d'acariens par matelas, ces arthropodes vivant préférentiellement dans des atmosphères chaudes et humides. Ils détestent ainsi l'aération, la chaleur sèche ou le froid sec, aussi les allergologues recommandent des matelas en mousse entourés d'une housse anti-acarien avec un oreiller et une couette en matière synthétique, le nettoyage assez fréquent à l'aspirateur de la literie, et des recherches récentes préconisent de laisser aérer un lit toute la journée.

## Économie
4 millions de matelas sont vendus chaque année en France. 65 % sont de largeur 140 cm ; entre 2007 et 2012, on observe un triplement des ventes des matelas de largeur 160 cm. En 2012, Ikea relève également une baisse des ventes de cadres de lit taille 140 au profit des 160.